# Scolecoseps boulengeri
Espèce
Scolecoseps boulengeri est une espèce de sauriens de la famille des Scincidae.

## Répartition
Cette espèce est endémique du Mozambique.

## Étymologie
Cette espèce est nommée en l'honneur de George Albert Boulenger.

## Publication originale
- Loveridge, 1920 : Notes on East African lizards collected 1915-1919, with description of a new genus and species of skink and new subspecies of gecko. Proceedings of the Zoological Society of London, vol. 1920, p. 131-167 (texte intégral).